# 城北筋

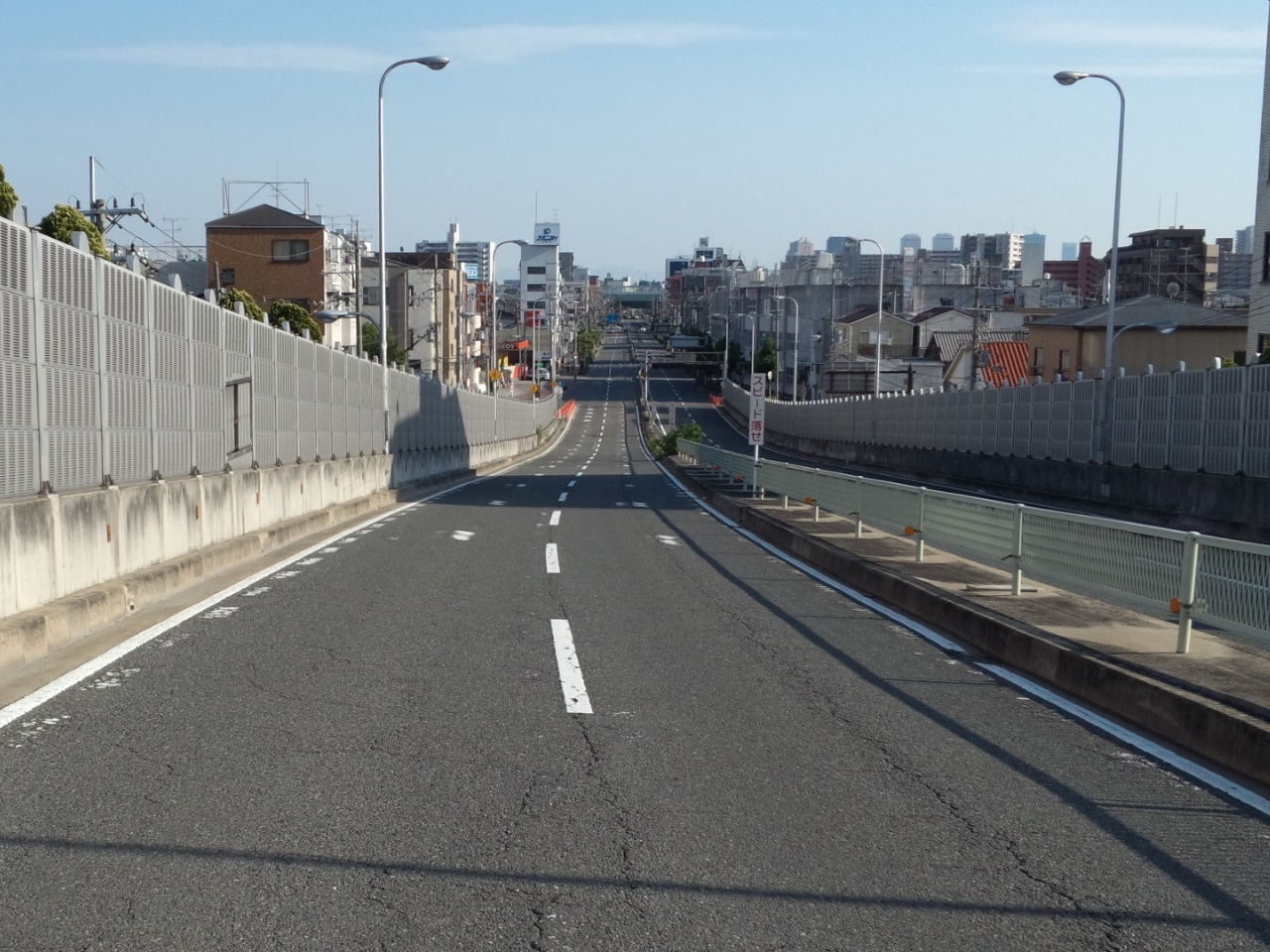
菅原城北大橋より南を望む

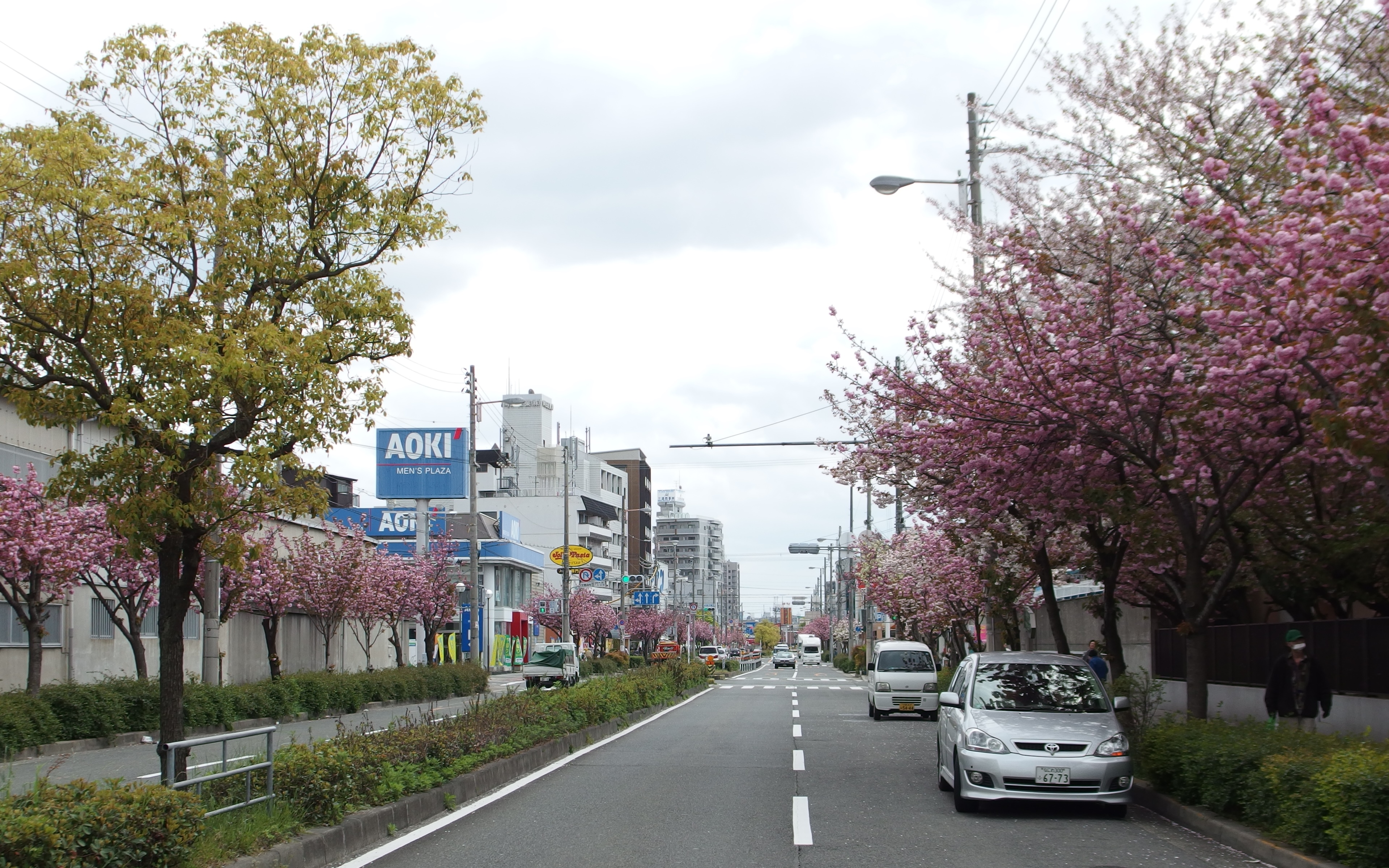
春の城北筋

城北筋（しろきたすじ）とは、大阪市北東部を南北に結ぶ主要地方道である。

## 概要
- 区間は、城北公園前交叉点（旭区） - 野江四丁目交叉点（都島区）の全長約2.2kmで、全線が大阪市道上新庄生野線の一部に当たる。
- 全線にわたり片側2車線の全4車線道路である。ただ、市道上新庄生野線の野江4交叉点 - 鴫野西2交叉点（城東区）が、都市計画道路として未整備であるせいなのか、ネットワークとしての役割は果たしておらず大阪市内の他の幹線道路のような渋滞は殆ど発生しない。北端部では淀川に架かる菅原城北大橋と接続しており、城北公園通・淀川をオーバーパスして東淀川区上新庄・吹田市方面へ連絡する。
- 都島区区間には、区花である桜（ヤエザクラ）が街路樹として提供されている。
- 2019年3月16日、旭区と都島区の区境界で交差する城東貨物線（JR西日本）が旅客線化し、おおさか東線が開業した。

## 沿線情報
旭区
- 府道801号大阪吹田自転車道線（北大阪サイクルライン）
- 城北公園（広域避難場所）
- 城北公園通
- 南海部品 城北店
- 寺西化学工業 本社
- 旭警察署
- 西中宮橋 - 城北川（城北運河）
- 大阪トヨタ 旭店
- サンディ 高殿店
- オンワード樫山 大阪支店
- 旭公園（広域避難場所）・旭スポーツセンター

都島区
- おおさか東線
- シード 本社
- Men's Plaza AOKI 都島店
- ジョリーパスタ 都島店
- ドラッグセガミ 内代店
- 関西スーパー 内代店
- コーナン 都島店
- 野江内代駅 - Osaka Metro谷町線
- 野江の七曲り - 京街道
- りそな銀行 野江支店
- バーミヤン 城東野江店

## 接続する道路
| 接続する道路 西← ＜城北筋＞ →東              | 接続する道路 西← ＜城北筋＞ →東 | 交差点・ランプ | 交差点・ランプ | 交差点・ランプ |
| -------------------------------------------- | ------------------------------- | -------------- | -------------- | -------------- |
| 菅原城北大橋、市道上新庄生野線（上新庄方面） |                                 |                |                |                |
| ＜城北公園通＞ 市道中津太子橋線              | ＜城北公園通＞ 市道中津太子橋線 | 城北公園前     | 大阪市         | 旭区           |
| 阪神高速12号守口線                           |                                 | 城北出口※      | 大阪市         | 旭区           |
| ＜都島通＞ 市道大阪環状線                    | ＜都島通＞                      | 野江4          | 大阪市         | 都島区         |
| ＜都島通＞ 市道大阪環状線                    | 市道大阪環状線                  | 野江4          | 大阪市         | 都島区         |
| 市道上新庄生野線（桜小橋方面）               |                                 |                |                |                |

※ セットとなる都島入口は、西方約0.7kmに並行する大阪市道赤川天王寺線と接続している。